# Melisa Gürpınar
Melisa Gürpınar (İstanbul, 9 de desembre de 1941 - 24 de novembre de 2014) va ser una escriptora i poetessa turca. El seu últim llibre de poemes, Güzel Acılar Ülkesi (El país de los dolors bells, en turc) fou publicat una setmana abans de la seva mort. El seu conte "İstanbul'un Gözleri Mahmur" fou traduït a l'anglès i publicat en World Literature Today, vol. 66, 1992, pp. 198-200.

## Obres
- Ada Şiirleri (Poemes de l'illa)[4]
- Gel Dünyayı Seyredelim[5]
- Salkım Söğütlerin Gölgesinde[6]

## Poesia
(turc)
bütün sayfaları uçtu hayatımın
sonunda mürekkebimle sulandı
ortanca saksıları
Traducció:
van volar totes les pàgines de la meva vida
al final es van regar amb la meva tinta
els tests de hortènsies